# Stelis venezuelensis
Stelis venezuelensis är en orkidéart som beskrevs av Ernesto Foldats. Stelis venezuelensis ingår i släktet Stelis och familjen orkidéer. Inga underarter finns listade i Catalogue of Life.